# Parwinnertzia italiana
Parwinnertzia italiana är en tvåvingeart som beskrevs av Boris Mamaev och Zaitzev 1998. Parwinnertzia italiana ingår i släktet Parwinnertzia och familjen gallmyggor. Inga underarter finns listade i Catalogue of Life.